# Juggernaut of Justice
Juggernaut of Justice è il quattordicesimo album in studio del gruppo heavy metal canadese Anvil, pubblicato nel 2011.

## Tracce
1. Juggernaut of Justice – 3:40
2. When Hell Breaks Loose – 3:11
3. New Orleans Voodoo – 4:25
4. On Fire – 3:23
5. Fuken Eh! – 4:08
6. Turn It Up – 2:57
7. This Ride – 3:12
8. Not Afraid – 3:44
9. Conspiracy – 3:20
10. Running – 2:54
11. Paranormal – 7:04
12. Swing Thing – 3:00